# モーリス・グラモン
モーリス・グラモン（Maurice Grammont、1866年4月15日 – 1946年）は、フランスの言語学者、音声学者。

## 生涯と業績
グラモンはドゥー県のダンプリシャールに生まれた。パリ大学で1890年にアグレガシオンを得た。コレージュ・ド・フランスでミシェル・ブレアルに、高等研究実習院でフェルディナン・ド・ソシュールに学び、また友人であったアントワーヌ・メイエの強い影響を受けた。さらにベルリン大学でヨハネス・シュミットに、フライブルク大学でルドルフ・トゥルナイゼンに学んだ。
1893年からディジョン大学文学部の講師として働いた。1895年にはモンペリエ大学に移って比較文法と言語学を教えた（1936年に退官）。同年ソルボンヌ大学にインド・ヨーロッパ諸語の子音の異化に関する論文を提出し、翌年博士の学位を得た。
グラモンの研究は、青年文法学派のように斉一的に起きる音変化の法則の発見ではなく、同化・異化のように「起こる可能性のある」音変化に主眼があった。
グラモンは、音変化が人間の発声器官の生理的機構に由来すると考え、ジャン＝ピエール・ルスロにならった実験音声学研究室をモンペリエ大学内に作って、音声学の研究を行った。音声学に関する主著は『音声学概論』(Traité de phonétique, 1933)で、音節の定義など随所に独創性が見られる。
グラモンは音素(phonème)という語を使用したが、その意味は現在とは異なり、類似した一群の音を指すにすぎなかった。グラモンはプラハ学派の音韻論には反対し、1938・1939年の『Le français moderne』誌上でアンドレ・マルティネと論争を行っている。
研究書のほかに以下のような啓蒙的な書物も著した。
- Petit traité de versification française (1908)

邦訳 杉山正樹 訳『フランス詩法概説』駿河台出版、1972年。
- Traité pratique de prononciation française (1914)

フランス語の発音に関する概説書。